# Francisque Bouvet
Pour les articles homonymes, voir Bouvet.
Francisque François Joseph Bouvet est un homme politique français né le 25 avril 1799 à Vieu-d'Izenave (Ain) et mort le 1er décembre 1871 à Lyon (Rhône).
Journaliste et écrivain, il est engagé volontaire auprès des grecs en 1822. Opposant à la Monarchie de Juillet, il est emprisonné pour délits de presse. Il est député de l'Ain de 1848 à 1851, siégeant à gauche, puis à l'extrême gauche. Il est consul de France à Mossoul sous le Second Empire. Il est l'auteur de nombreux ouvrages politiques et d'écrits relatifs à l'Orient.

## Œuvres et écrits
- Loisirs de la solitude, ou Poésies et nouvelles, Paris : chez Ladvocat, 1828, in-8°, 240 p., se vendait au profit des Grecs.
- République et monarchie, ou Principes d'ordre social, Paris : imprimerie Auguste Mie, 1832
- Sur les complots, opinion d'un patriote, Paris : chez Dauvin & Fontaine, 1836
- Du Principe de l'autorité en France et de la limitation des pouvoirs : Conciliation des partis, Paris : chez Pagnerre, 1839
- Du catholicisme, du protestantisme, et de la philosophie en France, en réponse à M. Guizot, Paris, Strasbourg & Genève, 1840
- Du rôle de la France dans la question d'Orient : Congrès universel et perpétuel à Constantinople, Nantua : Impr. de A. Arène, s.d. (1840), 2 éditions .
- Aux députés et aux journaux de l'opposition : Appel à l'union, Paris : Impr. de Schneider et Langrand, tiré à part de la "Revue indépendante", s. d. (1844), 20 p.
- De la confession et du célibat des prêtres, ou la Politique du Pape, Paris : au Comptoir des Imprimeurs unis, 1845
- La Turquie et les cabinets de l'Europe depuis le XVe siècle ou la question d'Orient, Paris : chez D. Giraud, 1853
- La guerre et la civilisation, Paris : chez E. Dentu, 1855
- Introduction à l’établissement d'un droit public européen : La Guerre et la Civilisation, Paris : chez E. Dentu, 1855 , 2e éd. revue & corrigée : 1856
- Du pape, par Philothée, Paris : impr. de Renou et Maulde, 1863 & Paris : chez E. Dentu, 1863
- Les Athées et les théologiens au Concile œcuménique, Paris : chez E. Dentu, 1868, 326 p.
- Du Chemin de fer de Bourg à la Cluse, pour servir de mémoire à la ville et à l'arrondissement de Nantua, Lyon : impr. de Veuve Chanoine, novembre 1869
- Jésus-Christ et sa doctrine, Paris : chez Amyot, 1872

## Sources
- Biographie des neuf cents députés à l'Assemblée nationale, sous la direction de C. M. Lesaulnier, Paris : aux bureaux de la rédaction & chez Mme Veuve Louis Janet, 19 juin 1948, p. 2-5
- Raincelin de Sergy, Véritable physiologie de l'Assemblée nationale constituante de 1848, ou les hommes et leurs œuvres; contenant le nombre des suffrages obtenus par les représentants, leurs antécédents et leurs professions de fois, tome 2, Paris, septembre 1848, p. 45-49
- « Francisque Bouvet », dans Adolphe Robert et Gaston Cougny, Dictionnaire des parlementaires français, Edgar Bourloton, 1889-1891 [détail de l’édition]